# Дагон (разказ)
Дагон (на английски: Dagon) е разказ, част от „Митовете за Ктхулу“, написан от Хауърд Лъвкрафт през 1917 година и публикуван за първи път в списанието „The Vagrant“ през „ноември“ 1919 година.
В България разказът е публикуван през 2002 г., като част от сборника „Шепнещият в тъмнината“, на издателство „Орфия“.

## Сюжет
Внимание:  Текстът по-долу разкрива сюжета на произведението (или части от него)!
Разказът описва предсмъртните бележки на човек, видял бога риба Дагон. Плавайки на пощенски кораб по време на Първата световна война в Тихия океан, корабът попада в плен на германски рейдер. Няколко дни по късно пленникът успява да избяга с малка лодка и достатъчно количество храна и вода. В течение на няколко дни той плава през безбрежния океан без да срещне нито кораби, нито суша.
През една нощ му се присънва кошмар, и когато се пробужда, вижда, че е затънал в черно блато, далеч от своята лодка. Всичко около него е осеяно с гниещи останки и кости, във въздуха се носи ужасно зловоние. Той решава, че е попаднал на остров, образуван в резултат на природен катаклизъм, при който част от морското дъно се е издигнала над водата. След три дни тинята изсъхва и той се отправя към близкия хълм. След хълма има дълбока долина, а на съседния хълм се вижда странен стълб обелиск, осеян с непознати йероглифи и рисунки. Неочаквано от дълбините на океана се появява страшният бог Дагон и обгръща монолита с гигантските си люспести ръце. Главният герой губи разсъдъка си и панически се впуска назад към лодката си. На сутринта лодката е открита от американски кораб и главният герой е закаран в болница в Сан Франциско, където идва в съзнание.
В края на разказа героят се хвърля от прозореца, неможейки повече да понася виденията за изплувалия за кратко от дълбините на океана кошмарен остров и за древния бог Дагон.